# Король друидов 2: Пунические войны
Король друидов 2: Пунические войны (англ. Nemesis of the Roman Empire) — компьютерная игра в жанре стратегия, разработанная болгарской компанией Haemimont Games и выпущенная Enlight Software для Microsoft Windows в 2004 году. Является продолжением игры «Король друидов», вышедшей в 2002 году.
В России игра была локализована и издана компанией Руссобит-М под названием Король друидов 2: Пунические войны.

## Одиночная игра
В игре можно сыграть в 2 игровые кампании, одиночные миссии, так и против компьютера в однопользовательской и многопользовательской играх.

### Игровые кампании
Сюжет игровых кампаний посвящён Пуническим войнам между Римом и Карфагеном.
В первой кампании игрок принимает под своё командование войска Римской республики, участвуя с ними во всех трёх Пунических войнах.
Во второй мы выступаем на стороне Карфагена, участвуя во Второй Пунической войне, и сражаясь вместе с генералами семьи Барка: Гамилькаром, Гасдрубалом и Ганнибалом.

## Геймплей
Игрок в ходе игры развивает свою базу, добывает ресурсы и строит войска.
В игре существует сплетение приключенческого и стратегического режимов. В ходе сражений отряды воинов получают опыт, а герой может получить различные артефакты, повышающие его силу. С повышением уровня у отрядов повышается уровень жизни. Каждый из воинов имеет специальные способности, влияющие на исход битвы.
При этом игрок занимается созданием воинских отрядов, осадой крепостей и уничтожением противника.
В игровом мире существуют деревни и крепости. В первых производят еду, во вторых можно нанимать воинов.

### Экономическая система
В игре существует 2 ресурса:
- Еда — используется для снабжения войск продовольствием. Производится в деревнях и может переноситься с помощью караванов. В случае исхода запасов пищи, воины и герои начинают терять своё здоровье до 10 % значения.
- Золото — применяется для наёма воинов, добывается в городах.

### Боевая система
В наземных военных действиях участвуют 2 разных вида воинов: простые солдаты различных видов войск и герои. Они могут сражаться с войском противника, нейтральными существами и осаждать населённые пункты.
Солдаты являются уникальными для каждой нации, так как обладают специальными способностями, влияющими на характер боевых дел. Армия каждой стороны имеет пехотинцев, лучников и кавалеристов. В начале игры воины нанимаются в одной крепости, которая подконтрольна игроку.
Герои нанимаются на аренах. К ним можно присоединять солдат, тем самым прибавляя опыт командующего к их уровню. Также герои могут использовать артефакты, которые влияют на уровень атаки, защиты и здоровья персонажа.
Деревни и форты захватываются в случае того, если воины игрока доводят уровень верности вражеской постройки до 0. Крепость противника можно захватить, разрушив ворота и захватив любое здание.
Все здания в игре можно захватывать, отвоевывать, разрушать и чинить неограниченное количество раз. Разрушенное здание перестает выполнять функции до тех пор, пока не будет отремонтировано.
Флот строится только на верфи и представлен галерой и лодкой. Лодка — транспортное средство, перевозящее ресурсы. Галера может брать на борт до 60 пассажиров и умеет стрелять.

### Игровые нации
В игре существует 4 доступные для игры нации:
- Иберия,
- Карфаген,
- Кельты или Галлы
- Римляне.

Также в кампании и на игровых картах присутствуют нейтральная нация — тевтонские мародёры. Они базируются около тевтонских палаток, которые игрок может захватить, сломив сопротивление их обитателей. После этого в этом здании с течением времени появляются тевтонские всадники и лучники.

## Рецензии
| Сводный рейтинг | Сводный рейтинг |
| Агрегатор       | Оценка          |
| --------------- | --------------- |
| GameRankings    | 73,50 %         |

Крупнейший российский портал игр Absolute Games поставил игре 70 %. Обозреватель отметил интересный игровой процесс. Вердикт: «При сравнении Celtic Kings и Punic Wars хорошо видно, что существенной разницы между ними нет. Новые кампании, карты и даже расы — по сути, обычные косметические добавки. А детали, на которые действительно следовало обратить внимание, остались нетронутыми. В итоге мы получили тот же самый набор, что и полтора года назад. Кажется, срок годности Celtic Kings истек.».